# Xenon trioxide
Xenon triOxide (công thức hóa học: XeO3) là một hợp chất vô cơ, không ổn định của khí hiếm xenon trong trạng thái oxy hóa +6. Nó là một chất oxy hóa rất mạnh và giải phóng oxy từ nước từ từ, tăng tốc bằng cách tiếp xúc với ánh sáng mặt trời. Nó là chất nổ nguy hiểm khi tiếp xúc với chất hữu cơ. Khi nó phát nổ, nó giải phóng ra xenon và khí oxy.

## Tính chất hóa học
Xenon triOxide là một chất oxy hóa mạnh và có thể oxy hóa hầu hết các chất có thể bị oxy hóa được. Tuy nhiên, nó diễn ra chậm và điều này làm giảm tính hữu ích của nó. Trên 25 ℃, xenon triOxide rất dễ bị nổ:
2XeO3 → 2Xe + 3O2
Khi nó tan trong nước, dung dịch axit xenic được tạo thành:
XeO3 + H2O → H2XeO4 ⇌ H+ + HXeO4−
Dung dịch này ổn định ở nhiệt độ phòng, làm giảm tính nổ của xenon triOxide. Nó oxy hóa axit cacboxylic theo định lượng đối với carbon dioxide và nước.
Ngoài ra, nó hòa tan trong các dung dịch kiềm để tạo thành xenat. Các anion HXeO−
4 là chủ yếu trong dung dịch xenat.. Nó không phải là chất ổn định và bị phân hủy thành pexenat (trạng thái oxy hóa +8), xenon và khí oxy. Pexenat rắn có chứa XeO4−
6 đã được cô lập bằng cách phản ứng với XeO
3 bằng dung dịch nước hydroxide. Xenon triOxide phản ứng với các chất vô cơ vô cơ như KF, RbF, hoặc CsF để tạo thành chất rắn ổn định có dạng MXeO
3F.

## Tính chất vật lý
Sự thủy phân của xenon hexaflorua hoặc xenon tetraflorua tạo thành một dung dịch từ đó có thể thu được tinh thể XeO3 không màu nhờ quá trình bốc hơi. Tinh thể ổn định trong nhiều ngày trong không khí khô, nhưng dễ dàng hấp thụ nước từ không khí ẩm để tạo thành dung dịch axit xenic như trên. Cấu trúc tinh thể là trực thoi với a = 6,163 Å, b = 8,115 Å, c = 5,234 Å, và 4 phân tử trên mỗi đơn vị tế bào. Mật độ hợp chất là 4,55 g/cm³.
|                                                    |                    |                             |
| Mô hình bi-que một phần cấu trúc tinh thể của XeO3 | Mô hình không gian | Liên kết hình học của xenon |

## An toàn khi sử dụng
XeO3 nên được xử lý cẩn thận. Các mẫu đã nổ khi không bị xáo trộn ở nhiệt độ phòng. Tinh thể khô phản ứng với chất xenlulo.